# Belka ogonowa śmigłowca

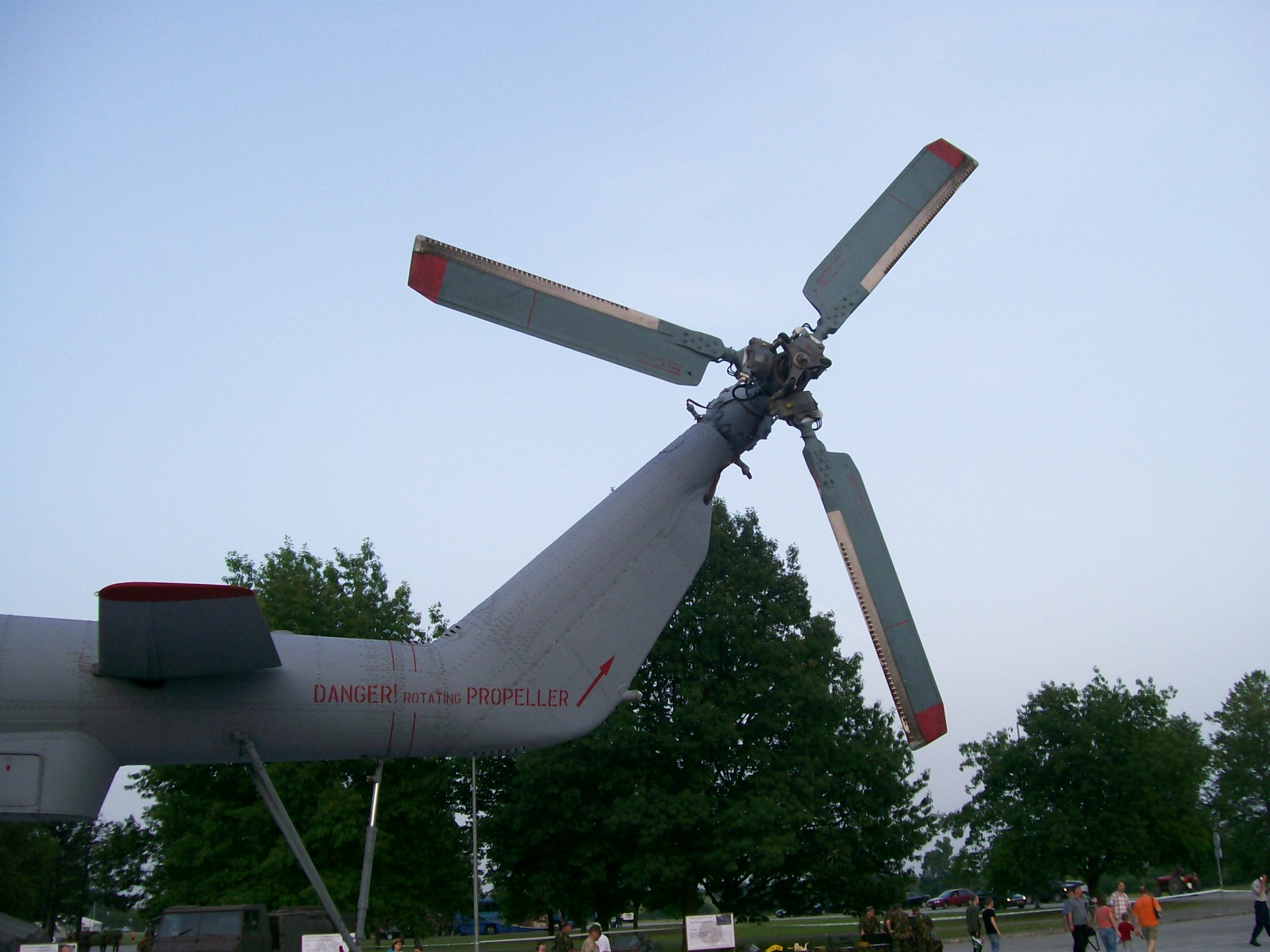
Belka ogonowa Mi-17. Widoczne śmigło ogonowe, statecznik i płoza

Belka ogonowa śmigłowca – element konstrukcji tylnej części kadłuba śmigłowca.
Ma postać kratownicy lub profilowanego wysięgnika, na jej końcu umieszczone jest w układzie klasycznym śmigło ogonowe, stateczniki oraz profilowana płoza ogonowa. Wewnątrz belki znajdują się mechanizmy napędu śmigła ogonowego – wał oraz przekładania pośrednia i końcowa. Długość belki ogonowej musi zostać dobrana tak aby odległość pomiędzy końcówkami łopat wirnika głównego i ogonowego wynosiła minimum 250 mm.
Zamontowanie śmigła ogonowego i usterzenia na belce ogonowej zwiększa ich skuteczność oraz przeciwdziała momentowi oporowemu wirnika głównego. Jednocześnie statecznik pionowy, umieszczony na belce ogonowej, przesłania przepływ powietrza na śmigło ogonowe co powoduje częściową stratę jego mocy. W układach konstrukcyjnych pozbawionych śmigła ogonowego (tj. układ Flettnera czy układ Kamowa) belka ogonowa służy, podobnie jak w samolocie, do zamontowania sterów kierunku i wysokości. Poprawia to sterowność i stateczność śmigłowca. 
Belki ogonowe mogą być wykonane w technologii kratownicowej, półskorupowej i skorupowej. Belka ogonowa nie odpowiada za wytworzenie siły nośnej statku latającego, nie jest też przestrzenią mazgazynową.